# 客座新聞
《客座新聞》，又稱《客坐新聞》、《石田翁客座新聞》，為筆記小說，明代沈周撰，凡12卷。
客座又作客坐，意指賓客的坐處。本書爲沈周記録客人雜談，內容多為明初軼聞、吴中舊事。《客座新聞》並無卷名、僅有條名，也未分門，其內容最大的特色之一是記錄大量的孝行、義舉的事蹟。例如卷二〈劉子賢孝行〉、〈王遊擊認父〉、卷四〈孫經兄弟孝感〉、卷八〈周孝婦〉、
〈田氏三子孝行〉等。義舉則多為貞婦烈女，例如卷三〈郭女貞烈〉、〈趙婦貞節〉、〈樂戶鄧氏守節〉、卷四〈趙千戶妻忠烈〉、卷五〈雲間張氏婦貞烈〉等。《客座新聞》另一個大主題是夢驗，且多與科舉、仕途以及因果報應有關。例如卷一〈淮安學生夢驗〉、卷三〈朱希仁夢〉、卷四〈同年夢〉、卷六〈夢語得第〉等。王世贞曾針对《客座新闻》進行批评。除了孝義、夢驗之外，還有國事、軼事、日用等三類。國事以記載朱元璋的事蹟最多，軼聞多為朝廷官員事蹟，日用主要記錄生活上的醫藥與物理、化學特性。今南京圖書館藏清南枝堂抄本，另上海圖書館藏明抄本。